# Сафарово (Учалинський район)
Сафа́рово (рос. Сафарово, башк. Сәфәр) — село у складі Учалинського району Башкортостану, Росія. Адміністративний центр Сафаровської сільської ради.
Населення — 1410 осіб (2010; 1349 в 2002).
Національний склад:
- башкири — 98%

## Видатні уродженці
- Ахметгалін Хакім'ян Рахимович — Герой Радянського Союзу.